# Revolutionary Road (bog)
Revolutionary Road er en roman skrevet af den amerikanske forfatter Richard Yates i 1961. Romanen finder sted i 1950'ernes amerikanske forstæder, hvor ægteparret Frank og April Wheeler forsøger at forene deres trivielle forstadsliv med deres håb og drømme. Romanen er blevet beskrevet som et mesterværk i den moderne amerikanske fiktion, og den figurerer på TIME's liste over de 100 bedste engelsksprogede bøger udgivet siden 1923.